# Schätze von Dompierre
Bei den Schätzen von Dompierre handelt es sich um zwei Depotfunde mit Münzen der römischen Kaiserzeit, die 1895 und 1910 in der mittelfranzösischen Gemeinde Dompierre-sur-Besbre im Département Allier – entlang derselben Straße, weniger als einen Kilometer voneinander entfernt – geborgen wurden, wobei der zweite von ihnen wesentlich umfangreicher war als der erste. Man geht davon aus, dass beide Depots etwa zur selben Zeit vergraben wurden – entweder in die zweite Hälfte des 3. Jahrhunderts, während eines Germaneneinfalls um 315 oder gegen 350. Zur damaligen Zeit gehörte die Region zur römischen Provinz Gallia Lugdunensis.

## Fund von 1895
Als Herr Garcin, Mitglied des Gemeinderates von Dompierre, im Norden des Ortes entlang der Straße zur Trappistenabtei Sept-Fons in der Nähe des Bahnübergangs an einer alten Mühle (⊙) mit einer Spitzhacke die Erde umgrub, stieß er auf ein gelbliches Steinzeuggefäß. Dieses enthielt mehrere Hundert Billon-Antoniniani. Die Porträts auf 19 dieser Münzen konnten den fünf Kaisern Gordian III. (Regierungszeit: 238–244), Philippus Arabs (244–249), Trebonianus Gallus (251–253), Volusianus (251–253) und Gallienus (253–268) zugeordnet werden. Alle Münzen waren gut erhalten und ihre Rückseiten wurden als „nicht selten, aber interessant“ beschrieben.

## Fund von 1910

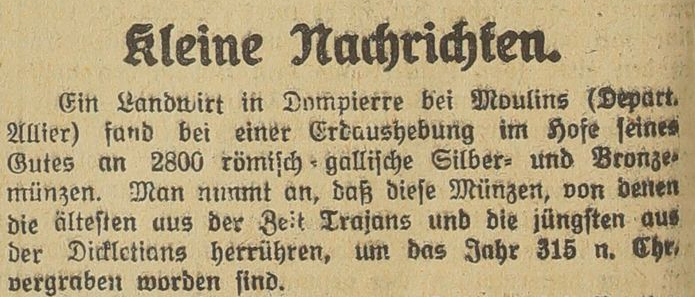
Über den Fund von 1910 wurde in zahlreichen deutschen Tageszeitungen berichtet. Hier die Kurzmeldung aus der Cannstatter Zeitung vom 13. Februar 1911.

### Fundumstände
Herr Bebot, Grundstücksbesitzer in der zu Dompierre gehörenden Siedlung La Planche, beauftragte im November 1910 einen Landwirt Herrn Plaidit mit Handwerksarbeiten zur Trockenlegung eines von diesem gemieteten Kellers im vorletzten Gebäude links vor der Gemarkungsgrenze zu Sept-Fons (⊙). Während der Erdarbeiten wurde unmittelbar südlich des Hauses in etwa 80 cm Tiefe ein gemauertes Versteck gefunden. Darin befand sich ein Steinguttopf, der aus Versehen mit einem Pickel zerbrochen worden war.

### Zusammensetzung
Die Angaben über Inhalt und Zustand des Depots variieren teilweise erheblich. Das Tongefäß enthielt etwa 19 Kilogramm an Münzen und Medaillen aus der römischen Kaiserzeit, deren Anzahl entweder mit 2800 oder mit 3800 angegeben wird, wobei letztere Zahl in Anbetracht des Gewichtes die wahrscheinlichere ist. Der Lokalhistoriker Yves Déret schrieb 1965, dass es sich ausschließlich um Silbermünzen gehandelt habe, die größtenteils durch Oxidation agglutiniert waren. In der zeitgenössischen Berichterstattung – sowohl in deutschen Tageszeitungen als auch im Jahrbuch des Kaiserlich Deutschen Archäologischen Instituts von 1912 – war hingegen von knapp 3000 (beziehungsweise 2000) silbernen und 800 bronzenen Münzen und Medaillen die Rede und der Erhaltungszustand insbesondere ersterer wurde wahlweise als „ausgezeichnet“, „vorzüglich“ oder „bestens“ beschrieben, wobei einige der Objekte augenscheinlich noch so gut wie neu und nie im Umlauf gewesen seien. Die Bronzemünzen hingegen waren wohl „vom Rost angefressen und zum Teil schwer beschädigt“. In anderen Quellen findet sich die Angabe, dass es sich um Gold- und Silbermünzen gehandelt habe. Bereits eine flüchtige Prüfung kurz nach dem Fund soll ergeben haben, dass unter den Münzen mehrere Unikate und viele seltene beziehungsweise abweichende Prägungen waren.
Dabei datierten die ältesten Exemplare aus der Regierungszeit Kaiser Trajans (98–117) und die jüngsten aus jener Diokletians (284–305). Insgesamt zeigten die Münzen Bildnisse von etwa 40 Kaisern und Kaiserinnen, darunter Antoninus Pius (Regierungszeit: 138–161), Septimius Severus (193–211), Geta (211), Caracalla (211–217), Macrinus (217–218), Elagabal (218–222), Severus Alexander (222–235), Maximinus Thrax (235–238), Balbinus (238), Pupienus (238), Gordian III. (238–244), Philippus Arabs (244–249), Decius (249–251), Herennius Etruscus (250–251), Hostilian (251), Trebonianus Gallus (251–253), Volusianus (251–253), Aemilianus (253), Valerian (253–260), Gallienus (253–260), Saloninus (260), Quietus (260–261), Postumus (260–269) und Claudius Gothicus (268–270). Den mit Abstand größten Anteil machten dabei Gordian III. (635 Münzen), Philippus Arabs (499 Münzen) und Decius (144 Münzen) aus. Darüber hinaus beinhaltete das Depot Münzen mit Abbildungen der Kaiserinnen Salonina, Egnatia Mariniana (als Diva Mariniana), Julia Domna, Herennia Cupressenia Etruscilla und Marcia Otacilia Severa, mit der Kaisermutter Julia Mamaea, mit der Kaiserschwägerin und -großmutter Julia Maesa sowie mit Divus Augustus.

### Verbleib
Man transportierte den kompletten Fund zeitnah ins Kloster Sept-Fons, wo man ihn begutachtete und sortierte. Die Münzen wurden zwischen dem Finder und dem Landbesitzer aufgeteilt, die sie dann ihrerseits an diverse Personen und Institutionen weitergaben. Der Finder Bebot beispielsweise ließ einzelne Stücke unter anderem der Société d’Emulation, Abbé Coursol (Pfarrer in von Escurolles) und Abbé Déret (Pfarrer im Fundort Dompierre-sur-Besbre) zukommen. Von Père Albéric, dem Prior von Sept-Fons, wird berichtet, dass er einen Denar mit dem Antlitz des Decius lange Zeit an seinem Rosenkranz trug. Die in Montbeugny lebende Frau Pelletier, Tochter des Grundstücksbesitzers Bebot, hatte ebenfalls zahlreiche Münzen in ihrem Besitz. Die Münzen scheinen mehrheitlich in Privatbesitz gegangen und nie museal gesichert worden zu sein.

### Lokalisierung
Die meisten deutschen Tageszeitungen, die ab der ersten Februarwoche 1911 über den Fund berichteten, verorteten ihn bereits korrekt in einem französischen Dorf Dompierre (ohne Namenszusatz) im Département Allier; teilweise wurde sogar auf die Nähe zu Moulins und zur Abtei Sept-Fons hingewiesen. Gleichwohl gab es auch abweichende Angaben. So erwähnte beispielsweise die angesehene überregionale Vossische Zeitung am 4. Februar lediglich einen französischen Ort namens Dompierre, allerdings ohne diesen zu spezifizieren (in Frankreich gibt es 22 Gemeinden dieses Namens). Als eine Woche später am 11. Februar die Schweizer Tageszeitung Der Limmattaler das Thema aufgriff, verortete sie den Fund im Schweizerischen Dorf Dompierre im Kanton Freiburg. Dieser Artikel fand auch im darauffolgenden Jahr 1912 im Jahrbuch des Kaiserlich Deutschen Archäologischen Instituts Erwähnung – allerdings versehen mit dem Hinweis, dass „eingezogene Erkundigungen [ergeben hätten], dass dieser große Münzfund weder in freiburgisch, noch in waadtländisch Dompierre gemacht wurde, sondern in einem der vielen Dompierre in Frankreich.“ Aus einem lokalhistorischen Buch über Dompierre-sur-Besbre aus dem Jahr 1965 geht schließlich deutlich hervor, dass diese Gemeinde der tatsächliche Fundort des Schatzes ist.